# Malvina quadriceps
Malvina quadriceps är en stekelart som först beskrevs av Smith 1878.  Malvina quadriceps ingår i släktet Malvina och familjen hyllhornsteklar. Inga underarter finns listade i Catalogue of Life.